# Модализация
Модализа́ция (от ср. лат. modalis — модальный, лат. modus — мера, способ), — переход в класс вводных слов словоформ, принадлежащих другим частям речи (в основном, наречия в вводные слова). Модализация является одним из видов общеязыкового процесса транспозиции, в основе которого лежит семантическое и функциональное тождество языковых единиц.
Примеры предложений:
- Действительно, он приехал рано утром.
- Это, верно, кости гложет. / Красногубый вурдалак (А.С.Пушкин)
- Вы, бесспорно, правы.
- Ей, казалось, всегда всё нравится.
- Но, говорят, вы нелюдим. (А.С.Пушкин)

Вводное слово, полученное в результате модализации называется модальным словом.

## Примеры частей речи, подвергаемых модализации
1. Существительные: правда, факт.
2. Краткие прилагательные: бесспорно, верно, возможно, конечно, несомненно, очевидно, подлинно и др.
3. Глаголы: разумеется, кажется, казалось, кажись, знать, видать и др.
4. Краткое страдательное причастие: вестимо.
5. Сочетания слов: может быть, должно быть, стало быть, в самом деле.